# Antechinus mimetes
Antechinus mimetes is een roofbuideldier uit het geslacht van de breedvoetbuidelmuizen. De wetenschappelijke naam van de soort werd voor het eerst geldig gepubliceerd door Oldfield Thomas in 1924. Deze soort werd tot 2015 als een ondersoort van Antechinus swainsonii gezien, maar bleek zowel morfologisch als genetisch te verschillen van deze soort.

## Voorkomen
De soort komt alleen voor op het vaste land van Australië, waar hij voorkomt in het zuidoosten van het land. Hij leeft in het zuidoosten van Victoria en het oosten van New South Wales.

## Ondersoorten
De soort heeft de volgende ondersoorten:
- Antechinus mimetes mimetes (Thomas, 1924) – komt voor in zuidoostelijk Australië.
- Antechinus mimetes insulanus Davison, 1991 – komt voor in Grampians National Park.

Antechinus adustus · Antechinus agilis · Antechinus argentus · Antechinus arktos · Antechinus bellus · Geelvoetbuidelmuis (Antechinus flavipes) · Antechinus godmani · Antechinus leo · Antechinus mimetes · Antechinus minimus · Antechinus mysticus · Stuarts breedvoetbuidelmuis (Antechinus stuartii) · Antechinus subtropicus · Antechinus swainsonii · Antechinus vandycki